# Lista de monarcas de Marrocos
Esta é a lista de governantes do Marrocos desde 789. Os títulos comuns e formais desses governantes variaram, dependendo do período de tempo.
O atual rei do Marrocos é Mohammed VI da dinastia alauíta, desde 23 de julho de 1999.

## Dinastia Idríssida (788–974)
| Nome                                              | Vida útil        | Início do reinado | Fim do reinado | Anotações                      | Família |
| ------------------------------------------------- | ---------------- | ----------------- | -------------- | ------------------------------ | ------- |
| Idris ben Abdallah (Idris I) - إدريس بن عبد الله  | 745 – 791        | 788               | 791            | Primeiro Emir de Marrocos      | Idrisid |
| Idris ben Idris (Idris II) - إدريس بن إدريس       | Agosto 791 - 828 | 803               | 828            | Filho de Idris ben Abdallah    | Idrisid |
| Muhammad ben Idris (Muhammad) - محمد بن إدريس     | Morreu em 836    | 828               | 836            | Filho de Idris ben Idris       | Idrisid |
| Ali ben Muhammad (Ali I) - علي بن محمد            | 827 – 848        | 836               | 848            | Filho de Muhammad ben Idris    | Idrisid |
| Yahya ben Muhammad (Yahya I) - يحيى بن محمد       | 829-864          | 848               | 864            | Filho de Muhammad ben Idris    | Idrisid |
| Yahya ben Yahya (Yahya II) - يحيى بن يحيى         | Morreu em 874    | 864               | 874            | Filho de Yahya ben Muhammad    | Idrisid |
| Ali ben Omar (Ali II) - علي بن عمر‎                | Morreu em 883    | 874               | 883            | Tio de Yahya ben Muhammad      | Idrisid |
| Yahya ben al-Qasim (Yahya III) - يحيى بن القاسم‎   | Morreu em 904    | 880               | 904            | Primo de Ali ben Omar          | Idrisid |
| Yahya ben Idris (Yahya IV) - يحيى بن إدريس        | Morreu em 917    | 904               | 917            | Neto de Ali ben Omar           | Idrisid |
| Hassan ben Muhammad (Hassan I) - الحسن بن محمد    | Morreu em 944    | 925               | 927            | Sobrinho de Yahya ben al-Qasim | Idrisid |
| Al-Qasim ben Ibrahim - القاسم بن ابراهيم          | Morreu em 948    | 937               | 948            | Primo de Hassan ben Muhammad   | Idrisid |
| Ahmad ibn al-Qasim - أحمد بن القاسم               | Morreu em 954    | 948               | 954            | Filho de Al-Qasim ben Ibrahim  | Idrisid |
| Hassan ben al-Qasim (Hassan II) - الحسن بن القاسم | Morreu em 985    | 954               | 974            | Irmão de Ahmad ibn al-Qasim    | Idrisid |

## Dinastia Almorávida (1040–1147)
| Nome                | Vida útil                        | Início do reinado | Fim do reinado | Anotações                                        | Família     |
| ------------------- | -------------------------------- | ----------------- | -------------- | ------------------------------------------------ | ----------- |
| Abdallah ibn Yasin  | Morreu em 7 de julho de 1059     | 1040              | 1059           | Fundador e primeiro líder almorávida do Marrocos | Almorávidas |
| Abu Bakr ibn Umar   | Morreu em 1087                   | 1056              | 1072           | Segundo líder almorávida de Marrocos             | Almorávidas |
| Yusuf ibn Tashfin   | Morreu em 1106 em Marraquexe     | 1072              | 1106           | Amir Al-Muslimin                                 | Almorávidas |
| Ali ibn Yusuf       | 1084 - 26 de janeiro de 1143     | 1106              | 1143           | Filho de Yusuf Ibn Tashfin                       | Almorávidas |
| Tashfin ibn Ali     | Morreu em 23/25 de março de 1145 | 1143              | 1145           | Emir de Marrocos                                 | Almorávidas |
| Ibrahim ibn Tashfin | Morreu em 1147                   | 1146              | 1147           | Sétimo Rei Almorávida de Marrocos                | Almorávidas |
| Ishaq ibn Ali       | Morreu em abril de 1147          | 1147              | 1147           | Último líder almorávida de Marrocos              | Almorávidas |

## Dinastia Almóada (1121–1269)
[editar código-fonte]
| Nome                            | Vida útil                          | Início do reinado | Fim do reinado       | Anotações | Família | Imagem |
| ------------------------------- | ---------------------------------- | ----------------- | -------------------- | --- | ------- | ------ |
| Ibn Tumart                      | 1080 – 1130                        | 1121              | 1139                 | Primeiro líder almóada do Marrocos                                                                                 | Almóada |        |
| Abd al-Mu'min                   | 1094 – 1163                        | 1133              | 1163                 | Membro da dinastia almóada                                                                                         | Almóada |        |
| Abu Yaqub Yusuf                 | 1135 – 1184                        | 1163              | 1184                 | segundo Emir Almóada                                                                                               | Almóada |        |
| Yaqub al-Mansur                 | 1160 - 23 de janeiro de 1199       | 1184              | 1199                 | terceiro califa almóada                                                                                            | Almóada |        |
| Muhammad al-Nasir               | Morreu em 1213                     | 1199              | 1213                 | Quarto califa almóada                                                                                              | Almóada |        |
| Yusuf II, califa almóada        | 1203 – 1224                        | 1213              | 1224                 | filho de Muhammad al-Nasir                                                                                         | Almóada |        |
| Abd al-Wahid I                  | Morreu em setembro de 1224         | Fevereiro         | Setembro de 1224     | filho do grande conquistador almóada Abu Yaqub Yusuf                                                               | Almóada |        |
| Abdallah al-Adil                | 4 de outubro de 1227               | Setembro de 1224  | 4 de outubro de 1227 | um ex-governador em al-Andalus                                                                                     | Almóada |        |
| Yahya al-Mu'tasim               | Morreu em 1236                     | 1227              | 1229                 | Ele era filho de Muhammad al-Nasir e irmão de Yusuf II, califa almóada.                                            | Almóada |        |
| Idris al-Ma'mun                 | Morreu em 16/17 de outubro de 1232 | 1229              | 1232                 | Ele era filho de Abu Yusuf Yaqub al-Mansur                                                                         | Almóada |        |
| Abd al-Wahid II                 | Morreu em 4 de dezembro de 1242    | 1232              | 1242                 | Um califa rival almóada que reinou de 1232 até sua morte.                                                          | Almóada |        |
| Abu al-Hasan as-Said al-Mutadid | Morreu em junho de 1248            | 1242              | 1248                 | Ele sucedeu seu irmão Abd al-Wahid II em um período em que os almóadas controlavam apenas partes do atual Marrocos | Almóada |        |
| Abu Hafs Umar al-Murtada        | Morreu em 1266                     | 1248              | 1266                 | Um califa almóada que reinou sobre parte do atual Marrocos de 1248 até sua morte.                                  | Almóada |        |
| Idris al-Wathiq                 | Morreu em 1269                     | 1266              | 1269                 | Um califa almóada que reinou em Marraquexe de 1266 até à sua morte.                                                | Almóada |        |

## Dinastia Marinid (1195–1465)
| Nome                            | Vida útil                              | Início do reinado | Fim do reinado       | Anotações                                               | Família |
| ------------------------------- | -------------------------------------- | ----------------- | -------------------- | ------------------------------------------------------- | ------- |
| Abd al-Haqq I                   | 1147 – 1217                            | 1195              | 1217                 | Primeiro líder merínida do Marrocos                     | Marinho |
| Uthman ibn Abd al-Haqq          | 1196 – 1240                            | 1217              | 1240                 | Xeque de Marrocos                                       | Marinho |
| Muhammad ibn Abd Al-Haqq        | 1202 – 1244                            | 1240              | 1244                 | Xeque de Marrocos                                       | Marinho |
| Abu Yahya ibn Abd al-Haqq       | Morreu em 1258                         | 1244              | 1258                 | Emir de Marrocos                                        | Marinho |
| Abu Yusuf Yaqub ibn Abd al-Haqq | 20 Março 1286                          | 1258              | 1286                 | Primeiro sultão merínida de Marrocos                    | Marinho |
| Abu Yaqub Yusuf an-Nasr         | Morreu em 13 de maio de 1307           | Março de 1286     | 13 Maio 1307         | filho de Abu Yusuf Yaqub ibn Abd al-Haqq                | Marinho |
| Abu Thabit 'Amir                | 1284 – 1308                            | Maio de 1307      | Julho de 1308        | Filho de Abu Yaqub Yusuf an-Nasr                        | Marinho |
| Abu al-Rabi Sulayman            | Março de 1289 - 23 de novembro de 1310 | 1308              | 1310                 | Filho ou neto de Abu Yaqub Yusuf                        | Marinho |
| Abu Sa'id Uthman II             | Dezembro de 1276 - agosto de 1331      | Novembro de 1310  | Agosto de 1331       | Filho de Abu Yaqub Yusuf al-Nasr                        | Marinho |
| Abu al-Hasan Ali ibn Othman     | 1297 – 1351                            | Agosto de 1331    | 1348                 | Filho de Abu Sa'id Uthman II                            | Marinho |
| Abu Inan Faris                  | 1329 – 10 de janeiro de 1358           | 1348              | 1358                 | Filho de Abu al-Hasan Ali ibn Othman                    | Marinho |
| Abu Bakr ibn Faris              | Morreu em 1359                         | 1358              | 1359                 | Sultão de Marrocos                                      | Marinho |
| Ibrahim ibn Ali                 | 1335 – 1361                            | 1359              | 1361                 | Sultão de Marrocos                                      | Marinho |
| Tashfin ibn Ali                 | 1329 – 1362                            | 1361              | 1362                 | Sultão de Marrocos                                      | Marinho |
| Muhammad II ibn Faris           | 1338 – 1366                            | 1362              | 1366                 | Sultão de Marrocos                                      | Marinho |
| Abu Faris Abd al-Aziz I         | 1349 – 1372                            | 1366              | 1372                 | Sultão de Marrocos                                      | Marinho |
| Muhammad III ibn Abd al-Aziz    | 1368 – 1374                            | 1372              | 1374                 | Filho de Abu Faris Abd al-Aziz I de Marrocos            | Marinho |
| Abu al-Abbas Ahmad al-Mustansir | Morreu em 1393                         | 1374              | 1393                 | filho de Abu Faris Abd al-Aziz I de Marrocos            | Marinho |
| Musa ibn Faris al-Mutawakkil    | Morreu em 1386                         | 1384              | 1386                 | Filho deficiente do ex-sultão Abu Inan Faris            | Marinho |
| Muhammad ibn Ahmad al-Wathiq    | Morreu em 1387                         | 1386              | 1387                 | Governou o Marrocos por apenas um ano                   | Marinho |
| Abd al-Aziz II ibn Ahmad II     | 1375 – 1396                            | 1394              | 1396                 | Sultão de Marrocos                                      | Marinho |
| Abdallah ibn Ahmad II           | 1378 – 1398                            | 1396              | 1398                 | Abdul Aziz II sucedeu seu irmão Abu Faris Abdul Aziz II | Marinho |
| Abu Said Uthman III             | 1383 - 21 de outubro de 1420           | 19 Março 1398     | 21 Outubro 1420      | Ele sucedeu seu irmão, Abu Amir Abdallah ibn Ahmad.     | Marinho |
| Abd al-Haqq II                  | 1419 – 14 de agosto de 1465            | Outubro de 1420   | 14 de agosto de 1465 | Último governante merínida de Marrocos                  | Marinho |

## Interlúdio Idríssida (1465–1471)
- Muhammad ibn Ali Idrisi-Joutey (1465 - 1471)

## Dinastia Wattasid (1472–1554)
[editar código-fonte]
| Nome                                             | Vida útil                  | Início do reinado | Fim do reinado | Anotações                                           | Família  |
| ------------------------------------------------ | -------------------------- | ----------------- | -------------- | --------------------------------------------------- | -------- |
| Abu Abd Allah al-Sheikh Muhammad ibn Yahya       | 1472 – 1504 (32 anos)      | 1472              | 1504           | Primeiro sultão Wattasid de Marrocos                | Wattasid |
| Abu Abd Allah al-Burtuqali Muhammad ibn Muhammad | 1464 – 1536 (72 anos)      | 1504              | 1526           | Filho de Abu Abd Allah al-Sheikh Muhammad ibn Yahya | Wattasid |
| Abu al-Abbas Ahmad ibn Muhammad                  | Morreu em 1549             | 1526              | 1545           | Terceiro Sultão Wattasid de Marrocos                | Wattasid |
| Nasir ad-Din al-Qasri Muhammad ibn Ahmad         | Morreu em 1547             | 1545              | 1547           | Quarto Sultão Wattasid de Marrocos                  | Wattasid |
| Ali Abu Hassun                                   | Morreu em setembro de 1554 | 1549              | 1554           | Quinto Sultão Wattasid de Marrocos                  | Wattasid |

## Dinastia Saadi (1544–1659)
[editar código-fonte]
| Nome                                                              | Vida útil                              | Início do reinado | Fim do reinado                      | Anotações                              | Família | Imagem |
| ----------------------------------------------------------------- | -------------------------------------- | ----------------- | ----------------------------------- | -------------------------------------- | ------- | ------ |
| Mohammed al-Shaykh - محمد الشيخ                                   | 1490 - 23 de outubro de 1557 (67 anos) | 1544              | 23 de outubro de 1557 (assassinado) | Irmão de Ahmed Al-Araj Al-Saadi        | Saadi   |        |
| Abdallah al-Ghalib - عبد الله الغالب                              | 1517 - 22 de janeiro de 1574 (57 anos) | 1557              | 1574                                | Filho de Mohammed ash-Sheikh           | Saadi   |        |
| Abu Abdallah Mohammed II - أبو عبد الله محمد                      | Morreu em 4 de agosto de 1578          | 1574              | 1576 (deposto)                      | Filho de Abdallah al-Ghalib            | Saadi   |        |
| Abu Marwan Abd al-Malik I - عبد الملك الأول                       | Morreu em 4 de agosto de 1578          | 1576              | 1578 (Deposto)                      | Filho de Mohammed ash-Sheikh           | Saadi   |        |
| Ahmad al-Mansur - أحمد المنصور                                    | 1549 - 25 de agosto de 1603 (54 anos)  | 1578              | 1603                                | Filho de Mohammed ash-Sheikh           | Saadi   |        |
| Abu Faris Abdallah governou de Marrakesh - أبو فارس عبد الله      | 1564 – 1608 (44 anos)                  | 1603              | 1608                                | Filho de Ahmad al-Mansur               | Saadi   |        |
| Mohammed esh-Sheikh el-Mamun governou de Fes - محمد الشيخ المأمون | 1566 – 1613 (47 anos)                  | 1603              | 1613                                | Filho de Ahmad al-Mansur               | Saadi   |        |
| Zidan el-Nasir governou a partir de Marraquexe - زيدان الناصر     | Morreu em setembro de 1627             | 1603              | 1627                                | Filho de Ahmad al-Mansur               | Saadi   |        |
| Abdallah al-Ghalib II Governou de Fez - عبد الله الغالب           | Morreu em 1623                         | 1606              | 1623 (deposto)                      | Filho de Mohammed esh-Sheikh el-Mamun  | Saadi   |        |
| Abd al-Malik ibn Abdallah governou de Fez - عبد الملك بن عبد الله | Morreu em 1627                         | 1623              | Fevereiro de 1627 (deposto)         | Filho de Abdallah al-Ghalib II         | Saadi   |        |
| Abu Marwan Abd al-Malik II - أبو مروان عبد الملك                  | Morreu em 1631                         | 1627              | 1631 (assassinado)                  | Filho de Zidan el-Nasir                | Saadi   |        |
| Al Walid bin Zidan - الوليد بن زيدان                              | Morreu em 1636                         | 1631              | 1636 (assassinado)                  | Filho de Zidan el-Nasir                | Saadi   |        |
| Mohammed esh-Sheikh es-Seghir - محمد الشيخ الصغير                 | Morreu em 30 de janeiro de 1655        | 1636              | 1655 (assassinado)                  | Filho de Zidan el-Nasir                | Saadi   |        |
| Ahmad al-Abbas - أحمد العباس                                      | Morreu em 1659                         | 1655              | 1659 (assassinado)                  | Filho de Mohammed esh-Sheikh es-Seghir | Saadi   |        |

## Interlúdio de Dila'i (1659–1663)
- Muhammad al-Hajj ad-Dila'i (1659 - 1663)

## Dinastia Alawi (1631–presente)
1631–1957: Sultões de Marrocos
| Nome                                                          | Vida útil                                                | Início do reinado       | Fim do reinado                                    | Anotações                           | Família |
| ------------------------------------------------------------- | -------------------------------------------------------- | ----------------------- | ------------------------------------------------- | ----------------------------------- | ------- |
| Sharif ibn Ali - الشريف بن علي                                | 1589 – 1659 (70 anos)                                    | 1631                    | 1636                                              | Primeiro sultão alauíta do Marrocos | Alawi   |
| Muhammad ibn Sharif Muhammad I - محمد بن الشريف               | 1630 - 2 de agosto de 1664 (34 anos)                     | 1636                    | 2 de agosto de 1664 (Morto em batalha)            | Filho de Mawlay Sharif              | Alawi   |
| Al-Rashid bin Sharif - الرشيد بن الشريف                       | 1631 - 9 de abril de 1672 (41 anos)                      | 1666                    | 9 de abril de 1672                                | Filho de Mawlay Sharif              | Alawi   |
| Ismail bin Sharif - إسماعيل بن الشريف                         | 1645 - 22 de março de 1727 (82 anos)                     | 1672                    | 22 Março 1727                                     | Filho de Moulay Sharif              | Alawi   |
| Ahmad bin Ismail (1º reinado) - أحمد بن إسماعيل               | 1677 - 5 de março de 1729 (52 anos)                      | 22 Março 1727           | Março de 1728 (deposto)                           | Filho de Ismail Ibn Sharif          | Alawi   |
| Abd al-Malik bin Ismail - عبد الملك بن إسماعيل                | 1696 - 2 de março de 1729 (33 anos)                      | Março de 1728           | Julho de 1728 (deposto)                           | Filho de Ismail Ibn Sharif          | Alawi   |
| Ahmad bin Ismail (2º reinado) - أحمد بن إسماعيل               | 1677 - 5 de março de 1729 (52 anos)                      | Julho de 1728           | 5 Março 1729                                      | Filho de Ismail Ibn Sharif          | Alawi   |
| Abdallah bin Ismail (1º reinado) - عبد الله بن إسماعيل        | 1678 - 10 de novembro de 1757 (79 anos)                  | 5 Março 1729            | 28 de setembro de 1734 (deposto)                  | Filho de Ismail Ibn Sharif          | Alawi   |
| Ali bin Ismail - علي بن إسماعيل                               | Morreu em abril de 1737                                  | 28 de setembro de 1734  | 14 de fevereiro de 1736 (deposto)                 | Filho de Ismail Ibn Sharif          | Alawi   |
| Abdallah bin Ismail (2º reinado) - عبد الله بن إسماعيل        | 1678 - 10 de novembro de 1757 (79 anos)                  | 14 de fevereiro de 1736 | 8 de agosto de 1736 (deposto)                     | Filho de Ismail Ibn Sharif          | Alawi   |
| Muhammad bin Ismail (Muhammad II) - محمد بن إسماعيل           | 1694 – 1739                                              | 8 de agosto de 1736     | 18 de junho de 1738 (deposto)                     | Filho de Ismail Ibn Sharif          | Alawi   |
| Al-Mostadi bin Ismail (1º reinado) - المستضيء بن إسماعيل      | Morreu em 1759                                           | 18 de junho de 1738     | Fevereiro de 1740 (deposto)                       | Filho de Ismail Ibn Sharif          | 'Alawi  |
| Abdallah bin Ismail (3º reinado) - عبد الله بن إسماعيل        | 1678 - 10 de novembro de 1757 (79 anos)                  | Fevereiro de 1740       | 13 de junho de 1741 (deposto)                     | Filho de Ismail Ibn Sharif          | Alawi   |
| Zin al-Abidin bin Ismail - زين العابدين بن إسماعيل            | 1692 – 1762 (70 anos)                                    | 13 Junho 1741           | 24 de novembro de 1741 (deposto)                  | Filho de Ismail Ibn Sharif          | Alawi   |
| Abdallah bin Ismail (4º reinado) - عبد الله بن إسماعيل        | 1678 - 10 de novembro de 1757 (79 anos)                  | 24 de novembro de 1741  | 3 de fevereiro de 1742 (deposto)                  | Filho de Ismail Ibn Sharif          | Alawi   |
| Al-Mostadi bin Ismail (2º reinado) - المستضيء بن إسماعيل      | Morreu em 1759                                           | 3 de fevereiro de 1742  | Maio de 1743 (deposto)                            | Filho de Ismail Ibn Sharif          | Alawi   |
| Abdallah bin Ismail (5º reinado) - عبد الله بن إسماعيل        | 1678 - 10 de novembro de 1757 (79 anos)                  | Maio de 1743            | Julho de 1747 (deposto)                           | Filho de Ismail Ibn Sharif          | Alawi   |
| Al-Mostadi bin Ismail (3º reinado) - المستضيء بن إسماعيل      | Morreu em 1759                                           | Julho de 1747           | Outubro de 1748 (deposto)                         | Filho de Ismail Ibn Sharif          | Alawi   |
| Abdallah bin Ismail (6º reinado) - عبد الله بن إسماعيل        | 1678 - 10 de novembro de 1757 (79 anos)                  | Outubro de 1748         | 10 Novembro 1757                                  | Filho de Ismail Ibn Sharif          | Alawi   |
| Muhammad bin Abdallah (Muhammad III) - محمد بن عبد الله       | 1710 - 9 de abril de 1790 (80 anos)                      | 10 Novembro 1757        | 9 de abril de 1790                                | Filho de Abdallah                   | Alawi   |
| Yazid bin Muhammad - اليزيد بن محمد                           | 1750 - 23 de fevereiro de 1792 (42 anos)                 | 9 de abril de 1790      | 23 de fevereiro de 1792                           | Filho de Muhmammad bin Abdallah     | Alawi   |
| Sulayman bin Muhammad - سليمان بن محمد                        | 1760 - 28 de novembro de 1822 (62 anos)                  | 23 de fevereiro de 1792 | 28 de novembro de 1822                            | Filho de Muhammad bin Abdallah      | Alawi   |
| Abd al-Rahman bin Hisham - عبد الرحمن بن هشام                 | 1778 - 24 de agosto de 1859 (81 anos)                    | 28 de novembro de 1822  | 24 de agosto de 1859                              | Sobrinho de Sulayman bin Muhammad   | Alawi   |
| Muhammad bin Abd al-Rahman (Muhammad IV) - محمد بن عبد الرحمن | 1802 - 16 de setembro de 1873 (71 anos)                  | 24 de agosto de 1859    | 16 de setembro de 1873                            | Filho de Abderramão bin Hisham      | Alawi   |
| Hassan bin Mohammed (Hassan I) - الحسن بن محمد                | 1836 - 9 de junho de 1894 (58 anos)                      | 16 de setembro de 1873  | 9 de junho de 1894                                | Filho de Muhammad bin Abd al-Rahman | Alawi   |
| Abd al-Aziz bin Hassan - عبد العزيز بن الحسن                  | 24 de fevereiro de 1878 - 10 de junho de 1943 (65 anos)  | 7 de junho de 1894      | 4 de janeiro de 1908 (deposto)                    | Filho de Hassan bin Muhammad        | Alawi   |
| Abd al-Hafid bin Hassan - عبد الحفيظ بن الحسن                 | 24 de fevereiro de 1876 - 4 de abril de 1937 (61 anos)   | 4 de janeiro de 1908    | 12 de agosto de 1912 (abdicou)                    | Filho de Hassan bin Muhammad        | Alawi   |
| Yusef bin Hassan - يوسف بن الحسن                              | 1882 - 17 de novembro de 1927 (45 anos)                  | 13 de agosto de 1912    | 17 de novembro de 1927                            | Filho de Hassan bin Muhammad        | Alawi   |
| Muhammad bin Yusef (Muhammad V) (1º reinado) - محمد بن يوسف   | 10 de agosto de 1909 - 26 de fevereiro de 1961 (51 anos) | 17 de novembro de 1927  | 20 de agosto de 1953 (deposto)                    | Filho de Yusef bin Hassan           | Alawi   |
| Mohammed bin Arafa - محمد بن عرفة                             | 1886 - 17 de julho de 1976 (90 anos)                     | 21 de agosto de 1953    | 1 de Outubro de 1955 (abdicou)                    | Neto de Muhammad bin Abd al-Rahman  | Alawi   |
| Muhammad bin Yusef (Muhammad V) (2º reinado) - محمد بن يوسف   | 10 de agosto de 1909 - 26 de fevereiro de 1961 (51 anos) | 16 de novembro de 1955  | 14 de agosto de 1957 (proclamado rei do Marrocos) | Filho de Yusef bin Hassan           | Alawi   |

1957–presente: Reis do Marrocos
| Nome                                              | Vida útil                                                | Início do reinado       | Fim do reinado          | Anotações                    | Família |
| ------------------------------------------------- | -------------------------------------------------------- | ----------------------- | ----------------------- | ---------------------------- | ------- |
| Muhammad bin Yusef (Muhammad V) - محمد بن يوسف    | 10 de agosto de 1909 - 26 de fevereiro de 1961 (51 anos) | 14 de agosto de 1957    | 26 de fevereiro de 1961 | Filho de Yusef bin Hassan    | Alawi   |
| Hassan bin Muhammad (Hassan II) - الحسن بن محمد   | 9 de julho de 1929 - 23 de julho de 1999 (70 anos)       | 26 de fevereiro de 1961 | 23 de Julho de 1999     | Filho de Muhammad bin Yusef  | Alawi   |
| Muhammad bin Hassan (Muhammad VI) - محمد بن الحسن | 21 de agosto de 1963 (60 anos)                           | 23 de Julho de 1999     | Incumbente              | Filho de Hassan bin Muhammad | Alawi   |